# David Vázquez López
David Vázquez López es un deportista español que compitió en Ciclismo de montaña en la disciplina de descenso. Ganó una medalla de oro en el Campeonato Europeo de Ciclismo de Montaña de 2007.

## Palmarés internacional
| Campeonato Europeo | Campeonato Europeo | Campeonato Europeo | Campeonato Europeo |
| Año                | Lugar              | Medalla            | Competición        |
| ------------------ | ------------------ | ------------------ | ------------------ |
| 2007               | Elatojori (Grecia) | Medalla de oro     | Descenso           |